# .qa
.qa es el dominio de nivel superior geográfico (ccTLD) para Catar.